# 格里利鎮區 (愛荷華州奧德班縣)
格里利鎮區（英語：Greeley Township）是位於美國愛荷華州奧德班縣的一個行政鎮區。

## 地方資料
根據2010年美國人口普查的數據，格里利鎮區的面積為92.65平方千米，當中陸地面積為92.45平方千米，而水域面積為0.20平方千米。當地共有人口170人，而人口密度為每平方千米1.83人。